# Med Flory
Med Flory, de son vrai nom Meredith Irwin Flory, né le 26 août 1926 à Logansport dans l'Indiana et mort le 12 mars 2014 (à 87 ans) à North Hollywood en Californie, est un saxophoniste alto et un acteur américain.

## Biographie
Il prend des cours de clarinette dès l'âge de 9 ans, encouragé et conseillé par sa mère, organiste. Adolescent, il intègre l'orchestre de son école. Au cours de la Seconde Guerre mondiale, il sert dans l'United States Army Air Corps, puis sort diplômé en philosophie de l'université de l'Indiana. Med déménage alors à New York où il se consacre à sa carrière musicale. Il lui arrive de se produire au sein des big bands de Woody Herman et de Claude Thornhill.
Med Flory quitte New York pour la Californie dans le milieu des années 1950. Nouvellement établi à Los Angeles, il s'implique dans le mouvement du jazz West Coast de la côte ouest américaine. Cette époque donne lieu à de nouvelles collaborations musicales avec les artistes Art Pepper, Buddy Clark et Joe Maini.
En 1972, Med Flory fonde avec le bassiste Buddy Clark un orchestre de neuf musiciens de jazz, en hommage au saxophoniste alto Charlie Parker. Le groupe, baptisé Supersax, connaît très vite le succès et remporte un Grammy Award récompensant la sortie de l'album Supersax Plays Bird en 1974.
La carrière d'acteur de Med Flory débute dans les années 1960 et se poursuit en parallèle de son activité musicale. Il est crédité dans de très nombreuses séries télévisées, telles que Gunsmoke, La Grande Caravane, The Rifleman, Route 66, Mannix et Maverick, où il incarne Wyatt Earp. Il est apparu dans quelques films, dont Le Professeur foldingue en 1996.
Il meurt le 12 mars 2014 dans le quartier de North Hollywood, âgé de 87 ans.

## Filmographie

### Cinéma
- 1963 : La Montagne des neuf Spencer : non crédité
- 1963 : Docteur Jerry et Mister Love : Warzewski/ joueur de Football
- 1963 : Pousse-toi, chérie : marin (non crédité)
- 1964 : Le Sport favori de l'homme : Tucker (non crédité)
- 1964 : Mike and the Mermaid : père
- 1966 : Le ranch maudit : Duke Squires
- 1967 : Quatre Fiancés pour un mari (Doctor, You've Got to Be Kidding!) de Peter Tewksbury : policier (non crédité)
- 1967 : The Reluctant Astronaut : non crédité
- 1967 : Violence à Jericho : tisserand (non crédité)
- 1967 : Jerry la grande gueule : non crédité
- 1969 : The Trouble with Girls : agent de police
- 1970 : Ya, ya, mon général! : G.I (non crédité)
- 1974 : The Teacher : Joe Roberts
- 1975 : Let's Do It Again : Rufus
- 1975 : La Cité des dangers
- 1976 : Chewing Gum Rallye : Officer Williams
- 1980 :  Le corbillard (en) (The Hearse) de George Bowers : Sheriff Denton
- 1981 : The Boogens : Dan Ostroff

### Années 1960
- 1961 : Les Hommes volants (série télévisée) : Andy (épisode The Condemned - crédité Med Florey) / Billy Gibson (épisode Air Carnival)
- 1961 : La Grande caravane (série télévisée) : Sheriff Gile (épisode The Nancy Palmer Story)
- 1961 : L'Homme à la carabine (série télévisée) : Thess Croxton (épisode Assault)
- 1961 : Perry Mason (série télévisée) : Sergent McVey (épisode The Case of the Crying Comedian) / Capitaine McVey (épisode The Case of the Misguided Missile)
- 1961 : Surfside 6 (série télévisée) : Boffo (épisode The Affairs at Hotel Delight)
- 1961 : Alcoa Premiere (série télévisée) : Miller (épisode Delbert, Texas)
- 1961 : Gun Street (série télévisée) : Willie Driscoll
- 1960 - 1962 : Maverick (série télévisée) : Wyatt Earp (épisode Marshal Maverick) / Député Ben Nevers (épisode  Dodge City or Bust - crédité Med Florey)
- 1960 - 1962 : Lawman (série télévisée) : Lex Buckman (épisode Mountain Man) / Jed Pennyman (épisode Whiphand - crédité Med Florey) / Catcher (épisode The Catcher)
- 1962 : Bronco (série TV) : Pelham (épisode Then the Mountains)
- 1962 - 1963 : Route 66 (série TV) : Terry (épisode ...Shall Forfeit His Dog and Ten Shillings to the King) / officier no 2 (épisode How Much a Pound Is Albatross?)
- 1963 : The Gallant Men (série TV) : Pvt. Ayres (épisode The Warriors)
- 1963 : The Dakotas (série TV) : Capt. Driscoll (épisode One Day in Vermillion)
- 1963 : 77 Sunset Strip (série TV) : Paul Keddy (épisode Paper Chase) / Chef Brock (épisode The Disappearance) / Boone Academy (épisode Mr. Bailey's Honeymoon)
- 1963  - 1964 : Rawhide (série TV) : Pvt. Hawkins (épisode Incident at Gila Flats) / Billy Barton (épisode Incident of the Death Dancer)
- 1964 : Destry (série TV) : Bert Hartley (épisode Go Away, Little Sheba)
- 1964 : Wendy and Me (série TV) : Tom Rogers (épisode Danny, the Married Bachelor)
- 1965 : Mona McCluskey (série TV) : Elbert (épisode My Husband, the Wife Beater)
- 1966 : 12 O'Clock High (série TV) : Capt. Blodget (épisode Which Way the Wind Blows)
- 1966 : Run Buddy Run (série TV) : Ben Pearson (épisode Down on the Farm)
- 1966 : Sur la piste du crime (série TV) : Forest Ranger (épisode The Assassin) / Ranger (épisode The Forests of the Night)
- 1966 : F Troop (série TV) : Loco Brother no 2 (épisode  The Loco Brothers)
- 1967 : Les Monroe (série TV)
- 1967 : Cimarron Strip (série TV) : Newton (épisode The Roarer)
- 1968 : Off to See the Wizard (série TV) : Jim Malone (épisode Mike and the Mermaid)
- 1967 - 1968 : Gomer Pyle: USMC (série TV) : Monroe Efford (épisodes  The Better Man - crédité Med Florey et The Return of Monroe)
- 1964 - 1969 : Le Virginien (série TV) : 5 épisodes
- 1969 : L'homme de fer (série TV) : Webster (épisode Poole's Paradise)

### Années 1970
- 1970 : Mannix (série TV) : Lenz (épisode War of Nerves)
- 1965 - 1970 : Daniel Boone (série TV) : Bingen  (3 épisodes) / Jubal (épisode The Bait) / Dobbs (épisode Far Side of Fury) / Joker Orlando, the Prophet) / Luke (épisode A Rope for Mingo)
- 1970 : The Bill Cosby Show (série TV) : docteur no 1 (épisode Is There a Doctor in the Hospital?)
- 1970 :  Lassie: Well of Love (film TV) : le père de la petite fille
- 1964 - 1971 : Lassie (série TV) : (8 épisodes)
- 1971 : Opération danger (série TV) : Marshall
- 1961 - 1971 : Bonanza (série TV) : Monk Hartley (épisode  The Dark Gate - crédité Ned Florey) / Otis Klink (épisode The Saga of Whizzer McGee) / Clint Rush (épisode The Grand Swing)
- 1971 : Longstreet (série TV) : Charlie (épisode One in the Reality Column)
- 1971 : Nichols (série TV) : Cyrus (épisode  Peanuts and Crackerjacks)
- 1972 : Mission impossible (série TV) : Fred Stenrock aka Toledo (épisode Break!)
- 1972 : Ghost Story (série TV) : Ed Talbot (épisode Bad Connection)
- 1972 : Réveillon en famille (film TV) : Sheriff Nolan
- 1973 : The New Perry Mason (série TV)
- 1970 - 1974 : Gunsmoke (série TV) : Corp. Steckey (épisode Sergeant Holly) / Sheriff Van Werkle (épisode A Town in Chains)
- 1974 : Sergent Anderson (série TV) : Tour Driver (épisode  The Stalking of Joey Marr)
- 1974 : Things in Their Season (film TV) : John Tillman
- 1975 : Petrocelli (série TV) : Robert Miller (épisode A Night of Terror)
- 1975 : Starsky et Hutch (série TV) : Zack Tyler (épisode Texas Longhorn)
- 1975 : Three for the Road (série TV) : mécanicien (épisode The Fugitives)
- 1975 : ABC Afterschool Specials (série TV) : John McPhail (épisode Fawn Story)
- 1975 : Switch (série TV) : Curtis Malinchak (épisode Mistresses, Murder and Millions)
- 1977 : La conquête de l'Ouest (mini-série) : Sheriff Rose (épisode 1)
- 1977 : Little Vic (mini-série) : George Gordon
- 1977 : Jeux dangereux (film TV) : Sergent Redman
- 1977: It Happened One Christmas (film TV) : Nick
- 1977 : Carter Country (série TV) : Lester (épisode By the Light of the Moonlight)
- 1978 : Wild and Wooly (film TV) : Burgie
- 1978 : Le Retour du capitaine Nemo (film TV) : Tor
- 1979 : La conquête de l'Ouest (mini-série) : Sheriff Millet (épisode The Slavers)
- 1979 : Time Express (série TV)
- 1979 : Salvage 1 (série TV) : Buster Wakefield (épisode Confederate Gold)
- 1979 : Alice (série TV) : Brad (épisode Flo's Chili Reception)
- 1979 : Dallas (série TV) : Cal McBride (épisode The Lost Child)
- 1979 : Shérif, fais-moi peur (série TV) : Shoulders (Saison 2 - Episode 8 "Course à la casse")
- 1979 : Young Maverick (série TV)

### Années 1980 et 1990
- 1980 : La Petite Maison dans la prairie (série TV) : Pete Rawlins (épisode A New Beginning)
- 1981 : The Killing of Randy Webster (film TV) : Cort
- 1980  - 1982 : Lou Grant (série TV) :  Doug Traynor (épisode Goop) / Ron Brickell (épisode Jazz)
- 1982 : Magnum (série TV) : tireur (épisode  The Elmo Ziller Story)
- 1984 : Simon et Simon (série TV) : Gavin Shelley (épisode Dear Lovesick)
- 1985 : Riptide (série TV) : Larry (épisode Fuzzy Vision)
- 1985 : La Malédiction du loup-garou (série TV) : Sheriff (épisode Blood on the Tracks)
- 1987 - 1988 : High Mountain Rangers (série TV) : Sheriff Mike McBride (5 épisodes)
- 1989 : Rick Hunter (série TV) : Sgt. Dale Loomis (épisode Partners)
- 1990 : The New Adam-12 (série TV) : Charlie Korowski (épisode Neighbors)